# Роберт Голоб
Роберт Голоб (словен. Robert Golob; нар. 23 січня 1967, Шемпетер-при-Гориці, Соціалістична Республіка Словенія) — словенський бізнесмен і політик. Прем'єр-міністр Словенії з 25 травня 2022 року.
Лідер Руху «Свобода», який переміг Словенську демократичну партію на чолі з прем'єр-міністром Янезом Яншою на парламентських виборах у квітні 2022 року.

## Раннє життя та освіта
Голоб здобув ступінь доктора філософії з електротехніки в Університеті Любляни 1994 року.
Після навчання був стипендіатом програми Фулбрайта в США у Технологічному інституті Джорджії в Атланті.

## Ділова кар'єра
2004 року Голоб став співзасновником енергетичної торгової компанії GEN Energija,
яка контролюється державою,
і де він залишався головою до 2021 року.

## Політична кар'єра
У період з травня 1999 року до червня 2000 року Голоб був державним секретарем міністерства економіки в уряді на чолі з прем'єр-міністром Янезом Дрновшеком з Ліберально-демократичної партії.
В 2002 році був обраний депутатом міської ради Нової Гориці, і з тих пір обіймає цю посаду
2011 року Голоб приєднався до партії «Позитивна Словенія», заснованої мером Любляни Зораном Янковичем.
У 2013—2014 роках, зі зростанням напруженості всередині партії між її засновником і головою Зораном Янковичем і прем'єр-міністром Аленкою Братушек, Голоб відігравав посередницьку роль між двома фракціями.
Після остаточного розколу всередині партії у квітні 2014 року він приєднався до фракції Партії Аленки Братушек, ставши одним із її віцепрезидентів.
Після 2014 року він відійшов від політики на національному рівні, залишаючись активним лише на місцевому рівні у муніципалітеті Нова Гориця; очолював районну асамблею Кромберк–Локе в 2010—2014 роках, залишаючись одним із її членів до 2022 року.
Після того як 2021 року закінчився його мандат голови «GEN-I», і не здобувши нового, Голоб вирішив знову брати активну участь у політиці.
У січні 2022 року став президентом непарламентської партії зелених «Z.Dej» і перейменував партію на Рух «Свобода».
24 квітня 2022 року на парламентських виборах Словенії 2022 року Рух «Свобода» набрала найбільше голосів і, за неофіційними результатами, здобула 41 місце з 90 місць у Національній асамблеї.
25 травня 2022 року став прем'єр-міністром Словенії. «За» проголосували 54, «проти» — 30. Нова коаліція складається із Руху «Свобода», соціал-демократів та лівих.